# Stade Ali-Belhouane
Le stade Ali-Belhouane (arabe : ملعب علي البلهوان), également connu sous le nom de stade El Mellassine (en arabe : ملعب الملاسين), est un stade tunisien situé dans le quartier de Mellassine à Tunis.
Baptisé du nom du militant nationaliste Ali Belhouane, il abrite le siège du Club olympique des transports.